# Хосе Мария Вентура
Хосе Мария Вентура Касас (на испански: José María Ventura i Casas) (Алкала Ла Реал, 1817 – Фигерас, 1875), по-известен като Пеп Вентура (на испански: Pep Ventura) е испански музикант и композитор, който обединява националния каталонски танц сардана и реформира традиционния музикален ансамбъл на Каталония кобла, добавяйки инструменти, за да му придаде сегашния вид.

## Биография
Вентура произхожда от каталонско семейство. Той е роден в Андалусия, където баща му, родом от Росас, е бил разпределен с военните. Две години по-късно, семейството се връща в Емпорда. Момчето скоро остава сирак и отива да живее при дядо си по бащина линия. Около 1848 г. Вентура наследява ръководството на коблата Ланрих.
Вентура, счита, че формата на сардана е твърде ограничена, тя винаги е била с размер 98 и едва два минути дължина. Прави иновации в сарданата като въвежда неограничен брой мерки (дълга сардана) за разлика от традиционната кратка сардана.
Той променя състава на коблата, която също смята за твърде ограничена, като превръща архаичния състав Cobla De Tres quartans (гайда, шалмай, флабиол и тамбура) в ансамбъл, състоящ се от пет или седем музиканти, като постепенно включва дървени духови инструменти. Той организира инструментите духови и медни в две редици, водени от контрабас. Други кобли приемат този модел, макар и с някои промени.
Вентура почива през 1875 г. във Фигерас, оставяйки своя отпечатък в каталунската музикална култура. Той оставя 312 дълги сардани, много от тях без име, много кратки сардани и хорови произведения. Неговите творби се съхраняват в архивите на „Каталунския Орфей“.